# Liste der Monuments historiques in Breuvannes-en-Bassigny
Die Liste der Monuments historiques in Breuvannes-en-Bassigny führt die Monuments historiques in der französischen Gemeinde Breuvannes-en-Bassigny auf.

## Liste der Immobilien
| Bezeichnung        | Beschreibung               | Standort                                       | Kennzeichnung | Schutzstatus | Datum | Bild           |
| ------------------ | -------------------------- | ---------------------------------------------- | ------------- | ------------ | ----- | -------------- |
| Croix Saint-Martin | Wegekreuz, 15. Jahrhundert | Colombey-lès-Choiseul, rue de l’Église (Lage)  | PA00078972    | Classé       | 1903  |                |
| Wegekreuz          | aus dem 16. Jahrhundert    | Colombey-lès-Choiseul, am Waschhaus            | PA00078974    | Inscrit      | 1928  |                |
| Wegekreuz          | Stein, 15. Jahrhundert     | Colombey-lès-Choiseul, rue de la Mairie (Lage) | PA00078971    | Classé       | 1909  |                |
| Wegekreuz          | aus dem 16. Jahrhundert    | Colombey-lès-Choiseul, rue de la Gare (Lage)   | PA00078973    | Classé       | 1931  |                |
| Kirche St-Martin   | aus dem 16. Jahrhundert    | Colombey-lès-Choiseul, rue de l’Église (Lage)  | PA00078975    | Classé       | 1944  | weitere Bilder |

## Liste der Objekte
| Bezeichnung                                                            | Beschreibung | Standort                                              | Kennzeichnung | Schutzstatus   | Datum     | Bild |
| ---------------------------------------------------------------------- | --- | ----------------------------------------------------- | ------------- | -------------- | --------- | ---- |
| Hauptaltar (1)                                                         | Altartisch und Tabernakel; Holz, farbig gefasst, 18. Jahrhundert | Breuvannes-en-Bassigny, in der Kirche St-Remy (Lage)  | PM52000156    | Classé         | 1963      |      |
| Weihwasserbecken                                                       | Stein, 17. Jahrhundert | Breuvannes-en-Bassigny, in der Kirche St-Remy (Lage)  | PM52000166    | Classé         | 1963      |      |
| Skulptur Madonna mit Kind                                              | Aufsatz eines Prozessionsstabs; Holz, farbig gefasst und vergoldet, zweite Hälfte des 18. Jahrhunderts | Breuvannes-en-Bassigny, in der Kirche St-Remy (Lage)  | PM52000167    | Classé         | 1976      |      |
| Kirchenfenster                                                         | aus der Mitte des 16. Jahrhunderts | Colombey-lès-Choiseul, in der Kirche St-Martin (Lage) | PM52000171    | Classé         | 1944      |      |
| Nikolausaltar (1)                                                      | Altartisch, Retabel und Gemälde; Holz, farbig gefasst und vergoldet, Ölfarbe auf Leinwand, 18. Jahrhundert | Colombey-lès-Choiseul, in der Kirche St-Martin (Lage) | PM52000175    | Classé         | 1976      |      |
| Lesepult                                                               | Holz, farbig gefasst, Ende des 18. Jahrhunderts | Meuvy, in der Kirche St-Georges (Lage)                | PM52000180    | Classé         | 1964      |      |
| Hauptaltar                                                             | Retabel und Gemälde Anbetung der Hirten; Holz, farbig gefasst und vergoldet, Ölfarbe auf Leinwand, Ende des 18. Jahrhunderts; zugehörig PM52000186 bis PM52000188 und PM52000190 bis PM52000192 | Meuvy, in der Kirche St-Georges (Lage)                | PM52000189    | Classé         | 1964      |      |
| Triumphbogen und -kreuz                                                | Schmiedeeisen, Ende des 18. Jahrhunderts | Meuvy, in der Kirche St-Georges (Lage)                | PM52000186    | Classé         | 1964      |      |
| Wandvertäfelung des Chorraums (1)                                      | Holz, farbig gefasst und vergoldet, Ende des 18. Jahrhunderts | Meuvy, in der Kirche St-Georges (Lage)                | PM52000187    | Classé         | 1964      |      |
| Ausmalung                                                              | vom Ende des 18. Jahrhunderts | Meuvy, in der Kirche St-Georges (Lage)                | PM52000188    | Classé         | 1964      |      |
| Kirchengestühl und Baldachin                                           | Holz, farbig gefasst und vergoldet, Ende des 18. Jahrhunderts | Meuvy, in der Kirche St-Georges (Lage)                | PM52000190    | Classé         | 1964      |      |
| Zwei Skulpturen: Heiliger Mauritius und heiliger Sebastian             | Holz, farbig gefasst und vergoldet, Ende des 18. Jahrhunderts | Meuvy, in der Kirche St-Georges (Lage)                | PM52000191    | Classé         | 1964      |      |
| Kommuniontisch                                                         | Schmiedeeisen, Ende des 18. Jahrhunderts | Meuvy, in der Kirche St-Georges (Lage)                | PM52000192    | Classé         | 1964      |      |
| Drei Gemälde: Heiliger Josef, heilige Familie und Unterweisung Mariens | Ölfarbe auf Leinwand, ein Gemälde bezeichnet 1845 | Meuvy, in der Kirche St-Georges (Lage)                | PM52001882    | Inscrit        | 1974      |      |
| Triumphbogen mit Darstellung der Passinswerkzeuge                      | Schmiedeeisen, vergoldet, 1788 | Breuvannes-en-Bassigny, in der Kirche St-Remy (Lage)  | PM52000157    | Classé         | 1963      |      |
| Zwei Skulpturen: Madonna mit Kind und ein Bischof                      | Stein, 1705 von Jean-Baptiste Bouchardon | Colombey-lès-Choiseul, in der Kirche St-Martin (Lage) | PM52000169    | Classé         | 1908      |      |
| Hauptaltar (3)                                                         | 1701 von Jean-Baptiste Bouchardon | Colombey-lès-Choiseul, in der Kirche St-Martin (Lage) | PM52000170    | Classé         | 1908      |      |
| Marienaltar                                                            | Altartisch, Retabel und Gemälde; Holz, farbig gefasst und vergoldet, Ölfarbe auf Leinwand, 18. Jahrhundert | Colombey-lès-Choiseul, in der Kirche St-Martin (Lage) | PM52000176    | Classé         | 1976      |      |
| Kelch                                                                  | Silber, Ende des 17. Jahrhunderts | Colombey-lès-Choiseul, in der Kirche St-Martin (Lage) | PM52000177    | Classé         | 1976      |      |
| Prozessionskreuz                                                       | Kupfer, Email, 16. Jahrhundert | Meuvy, in der Kirche St-Georges (Lage)                | PM52000181    | Classé         | 1964      |      |
| Skulptur Heiliger Nikolaus (1)                                         | Aufsatz eines Prozessionsstabs; Holz, farbig gefasst und vergoldet, 18. Jahrhundert | Colombey-lès-Choiseul, in der Kirche St-Martin (Lage) | PM52001737    | Inscrit        | 1976      |      |
| Zwei Kirchenbänke                                                      | Holz, 18. Jahrhundert | Colombey-lès-Choiseul, in der Kirche St-Martin (Lage) | PM52001739    | Inscrit        | 1999      |      |
| Rosenkranzaltar                                                        | Altartisch und Retabel; Holz, farbig gefasst, 18. Jahrhundert | Breuvannes-en-Bassigny, in der Kirche St-Remy (Lage)  | PM52000159    | Classé         | 1963      |      |
| Gemälde Rosenkranzmadonna                                              | Ölfarbe auf Leinwand, Mitte des 18. Jahrhunderts | Breuvannes-en-Bassigny, in der Kirche St-Remy (Lage)  | PM52000160    | Classé         | 1963      |      |
| Skulptur Heilige Anna                                                  | Holz, 16. Jahrhundert | Colombey-lès-Choiseul, in der Kirche St-Martin (Lage) | PM52000168    | Classé         | 1908      |      |
| Kreuzigungsgruppe                                                      | Holz, farbig gefasst, 16. Jahrhundert | Colombey-lès-Choiseul, in der Kirche St-Martin (Lage) | PM52000172    | Classé         | 1963      |      |
| Schmuckeinband eines Evangeliars                                       | Kupfer, vergoldet, Email, 13. Jahrhundert; im Kathedralschatz von Langres deponiert | Meuvy, in der Kirche St-Georges (Lage)                | PM52000178    | Classé         | 1904      |      |
| Kruzifix                                                               | Holz, 17. Jahrhundert | Meuvy, in der Kirche St-Georges (Lage)                | PM52000184    | Classé         | 1964      |      |
| Orgel                                                                  | Ensemble aus PM52000182 und PM52000193 | Meuvy, in der Kirche St-Georges (Lage)                | PM52001488    | Classé 1974    | 1964 1974 |      |
| Orgelprospekt                                                          | Ende des 17. Jahrhunderts wohl für das Kloster Notre-Dame du Val-des-Ecoliers in Verbiesles gebaut, 1794 in die Kirche St-Michel in Chaumont überführt, nach 1798 nach Meuvy versetzt | Meuvy, in der Kirche St-Georges (Lage)                | PM52000182    | Classé         | 1964      |      |
| Instrumentalteil der Orgel                                             | Ende des 17. Jahrhunderts wohl für das Kloster Notre-Dame du Val-des-Ecoliers in Verbiesles gebaut, 1794 in die Kirche St-Michel in Chaumont überführt, nach 1798 nach Meuvy versetzt; die Bauteile des 17. Jahrhunderts Louis Le Bé zugeschrieben, die des späten 18. wohl von Jean Baptiste Gavot | Meuvy, in der Kirche St-Georges (Lage)                | PM52000193    | Classé         | 1974      |      |
| Gemälde Stiftung des Rosenkranzes                                      | Ölfarbe auf Leinwand, 18. Jahrhundert | Meuvy, in der Kirche St-Georges (Lage)                | PM52001883    | Inscrit        | 1974      |      |
| Nikolausaltar (2)                                                      | Altartisch und Retabel; Holz, farbig gefasst, 18. Jahrhundert | Breuvannes-en-Bassigny, in der Kirche St-Remy (Lage)  | PM52000161    | Classé         | 1963      |      |
| Gemälde Heiliger Nikolaus                                              | Ölfarbe auf Leinwand, Mitte des 18. Jahrhunderts | Breuvannes-en-Bassigny, in der Kirche St-Remy (Lage)  | PM52000162    | Classé         | 1963      |      |
| Kanzel (1)                                                             | Holz, bezeichnet 1712 | Breuvannes-en-Bassigny, in der Kirche St-Remy (Lage)  | PM52000163    | Classé         | 1963      |      |
| Reiterskulptur Heiliger Georg                                          | Stein, 16. Jahrhundert | Meuvy, außen an der Kirche St-Georges (Lage)          | PM52000185    | Classé         | 1964      |      |
| Kirchenbank mit Opferstock                                             | Holz, Schmiedeeisen, bezeichnet 1702 | Colombey-lès-Choiseul, in der Kirche St-Martin (Lage) | PM52001738    | Classé Inscrit | 1990      |      |
| Skulptur Heiliger Nikolaus (2)                                         | Holz, farbig gefasst, 18. Jahrhundert | Meuvy, in der Kirche St-Georges (Lage)                | PM52001881    | Inscrit        | 1974      |      |
| Wandvertäfelung des Chorraums (2)                                      | Holz, farbig gefasst, 18. Jahrhundert | Breuvannes-en-Bassigny, in der Kirche St-Remy (Lage)  | PM52000158    | Classé         | 1963      |      |
| Zwei Engelsskulpturen                                                  | Holz, farbig gefasst, 18. Jahrhundert | Breuvannes-en-Bassigny, in der Kirche St-Remy (Lage)  | PM52000164    | Classé         | 1963      |      |
| Taufbecken                                                             | Stein, Holz, 18. Jahrhundert | Breuvannes-en-Bassigny, in der Kirche St-Remy (Lage)  | PM52000165    | Classé         | 1963      |      |
| Reiterskulptur Heiliger Martin                                         | Stein, farbig gefasst, 16. Jahrhundert | Colombey-lès-Choiseul, in der Kirche St-Martin (Lage) | PM52000173    | Classé         | 1963      |      |
| Wandvertäfelung des Chorraums (3)                                      | Holz, 18. Jahrhundert | Colombey-lès-Choiseul, in der Kirche St-Martin (Lage) | PM52000174    | Classé         | 1963      |      |
| Hauptaltar (4)                                                         | Altartisch, Tabernakel und Altarkreuz; Holz, farbig gefasst und vergoldet, 18. Jahrhundert | Meuvy, in der Kirche St-Georges (Lage)                | PM52000179    | Classé         | 1964      |      |
| Kanzel (2)                                                             | Holz, 18. Jahrhundert | Meuvy, in der Kirche St-Georges (Lage)                | PM52000183    | Classé         | 1964      |      |
| Schrank                                                                | Holz, 18. Jahrhundert | Colombey-lès-Choiseul, in der Kirche St-Martin (Lage) | PM52001740    | Inscrit        | 1999      |      |
| Schrank für Prozessionsfahnen                                          | Holz, bezeichnet 1712 | Colombey-lès-Choiseul, in der Kirche St-Martin (Lage) | PM52001741    | Inscrit        | 1999      |      |
| Truhenbank                                                             | Holz, Schmiedeeisen, 16. Jahrhundert | Colombey-lès-Choiseul, in der Kirche St-Martin (Lage) | PM52001742    | Inscrit        | 1999      |      |
| Zwei Gemälde: Evangelist Lukas und heiliger Eligius                    | Ölfarbe auf Leinwand, 18. Jahrhundert | Meuvy, in der Kirche St-Georges (Lage)                | PM52001884    | Inscrit        | 1974      |      |
| Zwei Seitenaltäre                                                      | jeweils Altarstufen, Altartisch und Retabel sowie ein Tabernakel; Holz und Kalkstein, farbig gefasst und vergoldet, 18. und 19. Jahrhundert | Meuvy, in der Kirche St-Georges (Lage)                | PM52001798    | Inscrit        | 1974      |      |